# 第96屆奧斯卡金像獎
第96届奥斯卡金像奖（英語：96th Academy Awards）是美国电影艺术与科学学会表彰2023年杰出电影所颁发的奖项。颁奖典礼于2024年3月10日在美国加利福尼亚州洛杉矶杜比剧院举行，提名名单于2024年1月23日在塞缪尔·戈尔德温剧院公布。
喜剧演员吉米·坎摩爾将继2017年第89届颁奖典礼、2018年第90届颁奖典礼和2023年第95届颁奖典礼之后，第四次主持该典礼。
据尼尔森收视率统计，本届颁奖典礼共吸引1950万人收看，其中18至49岁年龄层收视率达3.8，总人数比2023年增长4%。

## 获奖及提名名单

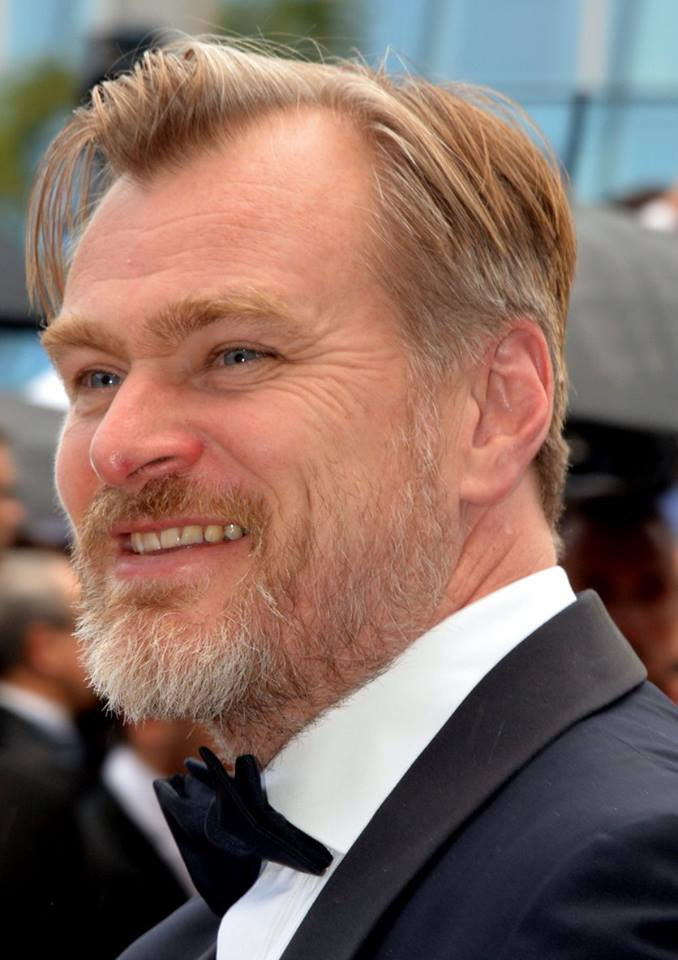
最佳导演：克里斯托弗·诺兰

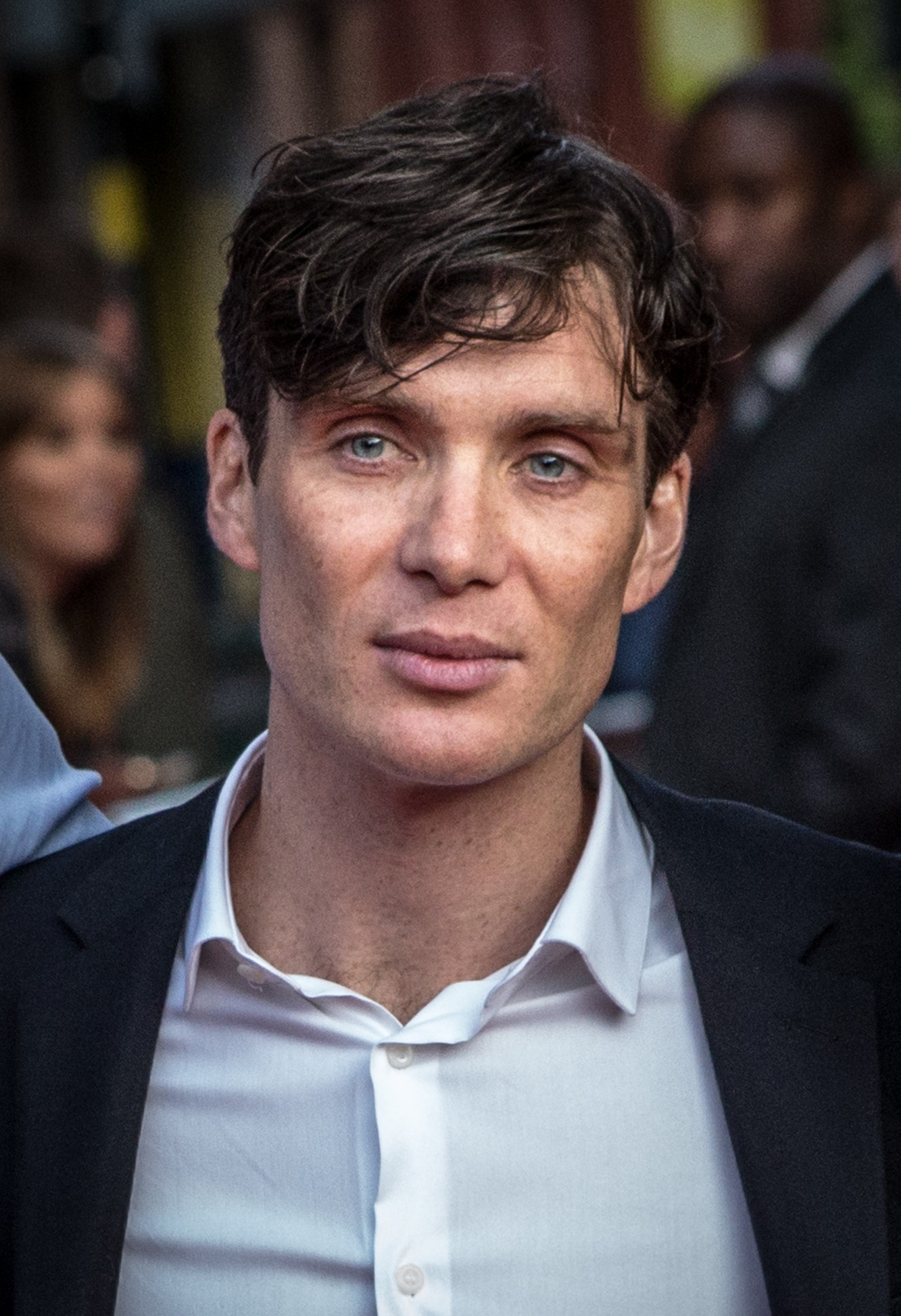
最佳男主角：基利安·墨菲

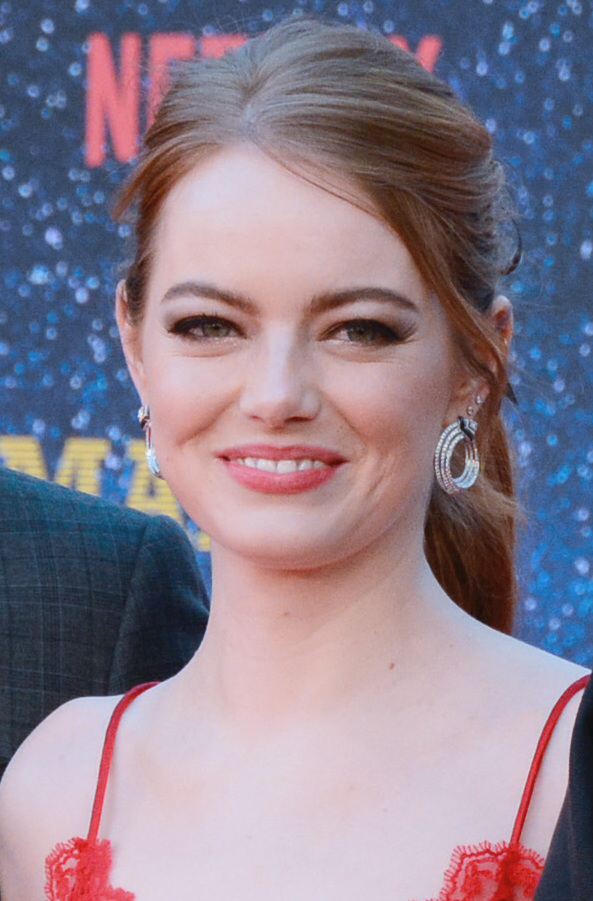
最佳女主角：艾瑪·史東

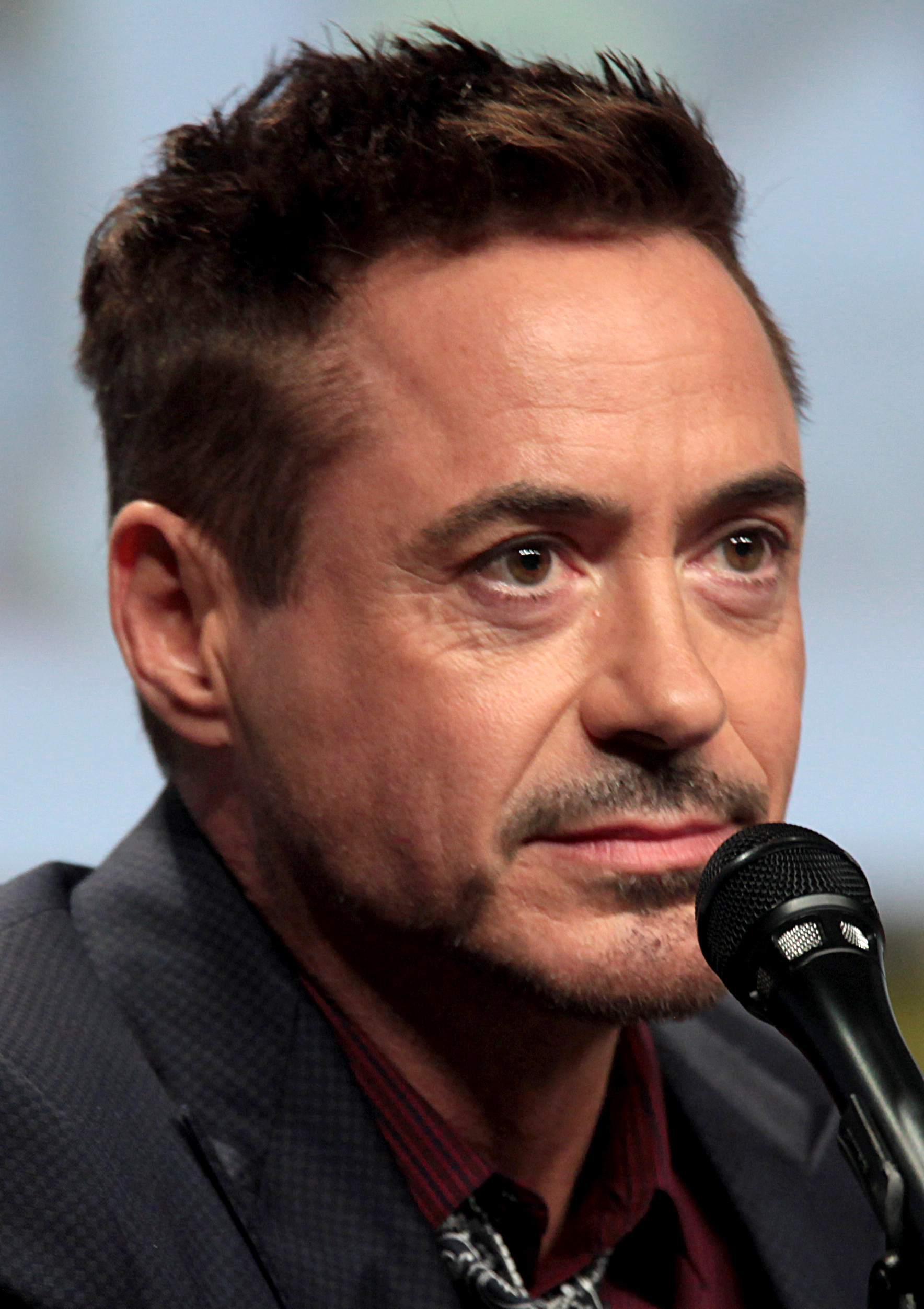
最佳男配角：小勞勃·道尼

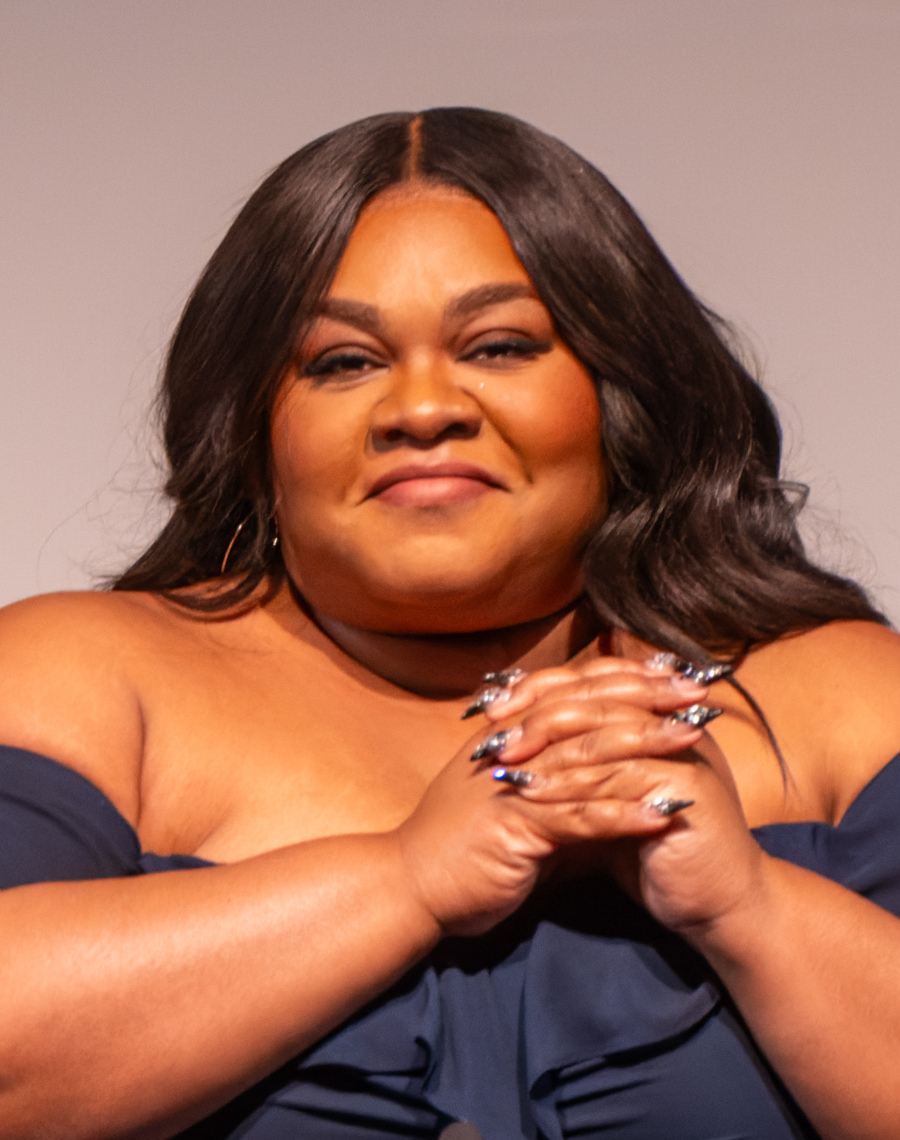
最佳女配角：达明·乔伊·伦道夫

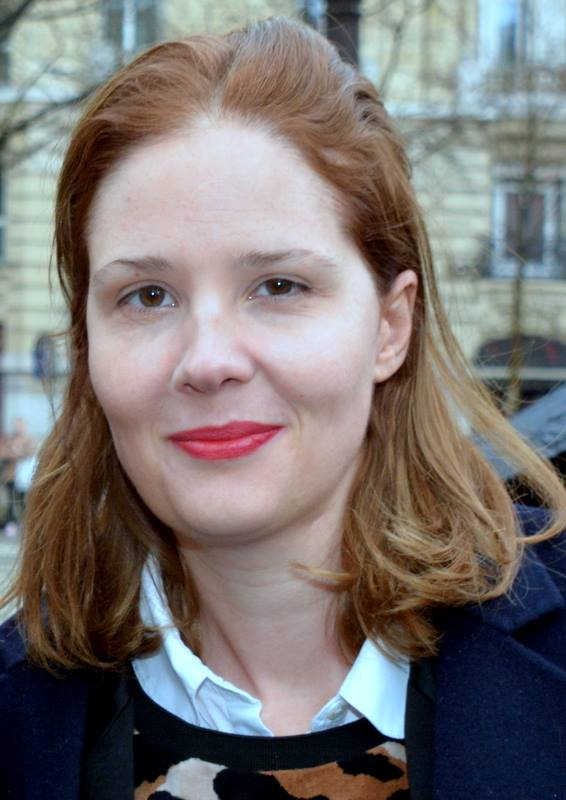
最佳原創劇本：潔絲汀·楚特

提名名单于2024年1月23日在贝弗利山庄塞缪尔·戈尔德温剧院揭晓，仪式由演员薩琪·畢茲和傑克·奎德主持。获奖名单于2024年3月10日的颁奖典礼上公布。
并称为“芭本海默”的《Barbie芭比》和《奧本海默》共斩获21项提名，其中《芭比》获得8项，《奥本海默》13项，其中有6项为共同提名，包括最佳影片奖。
多位奥斯卡常客的提名总数有所刷新：斯蒂芬·斯皮尔伯格获得最佳影片提名的次数增加到13次，马丁·斯科塞斯获得第10个最佳导演奖提名，超越提名9次的斯皮尔伯格排第二，仅次于提名12次的威廉·惠勒；同时，斯科塞斯也成为最佳导演历来最年长的提名者。塞尔玛·斯昆梅克获得个人第9个最佳剪辑奖提名，作曲家約翰·威廉斯收获第54个提名，威利·D·伯顿以线下剧组成员身份获得第8个提名。
本届有10位演员首次获得奥斯卡提名，其中包括三位出柜的LGBTQ+演员，分别是柯爾曼·多明戈、茱迪·科士打和莉莉·格萊斯頓，其中格莱斯顿是第一名获得奥斯卡提名的美國原住民演员。《花月杀手》插曲〈Wahzhazhe (A Song for My People)〉词曲作者斯科特·乔治成为第一位获得奥斯卡提名的欧塞奇族人。
女性导演执导的作品连续五年入选最佳影片提名名单，分别为葛莉塔·葛薇执导的《芭比》、席琳·宋执导的《之前的我們》及潔絲汀·楚特的《坠落的审判》，其中楚特是第八位提名最佳导演的女性导演。另外有6对情侣或夫妻出现在提名名单上。
最佳原创歌曲奖获得者为22岁的比莉·艾利什和26岁的菲尼亞斯·奧康奈爾，他们是奥斯卡史上最年轻的两届奥斯卡奖得主，上一次赢得最佳原创歌曲奖是在2021年的第94屆奧斯卡金像獎。
《花月杀手》成为斯科塞斯第三部10项提名颗粒无收的电影，前两部是《纽约黑帮》和《愛爾蘭人》。
《利益区域》是英国第一部拿下最佳国际影片奖和最佳音响奖的非英语对白电影。
《哥吉拉-1.0》成为第一部提名奥斯卡金像奖的《哥吉拉》电影，也是亚洲第一部拿下最佳视觉效果奖、史上第二部赢得视觉效果奖的电影（第一部是2022年的《西线无战事》）。此外，《哥吉拉-1.0》的导演山崎貴是自1969年凭借《2001太空漫遊》入围的斯坦利·库布里克以来，第一位入围最佳视觉效果的导演，澀谷紀世子成为第一位获得视觉效果奖的女性。
《蒼鷺與少年》是赢得最佳动画长片奖的第二部传统手绘作品、第二部日本动画、第二部非英语对白作品，该片导演宫崎骏成为第一位两次获得最佳动画长片奖的亚洲导演，也凭借83岁高龄成为该奖项最年长的获奖者。此外，该片也是第一部获得PG-13分级的动画作品，此前的获奖者都是G或PG分级。

### 奖项
| 最佳影片 - 《奧本海默》 – 艾玛·托马斯、查爾斯·羅文和克里斯托弗·诺兰 - 《美国小说》 – 本·勒克莱尔（Ben LeClair）、尼科斯·卡拉米吉奥斯（Nikos Karamigios）、科德·杰斐遜和杰梅因·约翰逊（Jermaine Johnson） - 《坠落的审判》 – 玛丽-安热·卢恰尼和戴维·蒂翁 - 《Barbie芭比》 – 大衛·海曼、瑪歌·羅比、汤姆·阿克利和萝比·布伦纳 - 《滯留生》 – 馬克·強森 - 《花月殺手》 – 丹·弗利德金、布拉德利·托馬斯（Bradley Thomas）、马丁·斯科塞斯和丹尼爾·路皮 - 《音乐大师》 – 布萊德利·庫柏、斯蒂芬·斯皮尔伯格、佛瑞德·伯納、艾米·鄧寧（Amy Durning）和克莉絲汀·馬科斯庫·克瑞格 - 《之前的我們》 – 大衛·伊諾霍薩、克里斯蒂娜·瓦尚和潘蜜拉·考夫勒 - 《可憐的東西》 – 艾德·格尼、安德魯·洛（Andrew Lowe）、尤格·藍西莫和艾瑪·史東 - 《利益区域》 – 詹姆斯·威尔逊（James Wilson） | |
| 最佳男主角 - 基利安·墨菲 – 《奧本海默》 - 布萊德利·庫柏 – 《音乐大师》 - 柯爾曼·多明戈 – 《魯斯汀：民運推手》 - 保罗·吉亚玛提 – 《滯留生》 - 傑佛瑞·萊特 – 《美国小说》 | 最佳女主角 - 艾瑪·史東 – 《可憐的東西》 - 安妮特·班寧 – 《泳不放棄》 - 莉莉·格萊斯頓 – 《花月殺手》 - 桑德拉·惠勒 – 《坠落的审判》 - 嘉莉·慕萊根 – 《音乐大师》 |
| 最佳男配角 - 小勞勃·道尼 – 《奧本海默》 - 斯特林·K·布朗 – 《美国小说》 - 罗伯特·德尼罗 – 《花月殺手》 - 瑞恩·高斯林 – 《Barbie芭比》 - 马克·鲁法洛 – 《可憐的東西》 | 最佳女配角 - 達芬·喬伊·藍道夫 – 《滯留生》 - 艾美莉·賓特 – 《奧本海默》 - 丹妮爾·布魯克斯 – 《紫色》 - 艾美莉卡·弗利拉 – 《Barbie芭比》 - 茱迪·科士打 – 《泳不放棄》 |
| 最佳导演 - 克里斯托弗·诺兰 – 《奧本海默》 - 乔纳森·格雷泽 – 《利益区域》 - 尤格·藍西莫 – 《可憐的東西》 - 马丁·斯科塞斯 – 《花月殺手》 - 潔絲汀·楚特 – 《坠落的审判》 | 最佳國際影片 - 《利益区域》（ 英国） - 《少年的漂浪旅程》（ 義大利） - 《我的完美日常》（ 日本） - 《绝境盟约》（ 西班牙） - 《失控教室》（ 德国） |
| 最佳原创剧本 - 《坠落的审判》 – 潔絲汀·楚特和亚瑟·哈拉里 - 《滯留生》 – 大衛·海明森 - 《音乐大师》 – 布萊德利·庫柏和喬許·辛格 - 《五月的你，十二月的她》 – 剧本：萨米·伯奇; 故事：山米·伯奇（Samy Burch）和亞歷克斯·梅查尼克（Alex Mechanik） - 《之前的我們》 – 席琳·宋 | 最佳改編劇本 - 《美国小说》 – 科德·杰斐遜; 基于珀西瓦尔·埃弗雷特的小说《消除》 - 《Barbie芭比》 – 葛莉塔·葛薇和諾亞·波拜克; 基于羅絲·韓德勒创作的角色 - 《奧本海默》 – 克里斯托弗·诺兰; 基于卡伊·伯德和馬丁·J·舍溫的传记《奥本海默传》 - 《可憐的東西》 – 托尼·麥克納馬拉;阿拉斯代尔·格雷的同名小说 - 《利益区域》 – 乔纳森·格雷泽; 基于馬丁·艾米斯的同名小说 |
| 最佳動畫長片 - 《蒼鷺與少年》 – 宫崎骏和鈴木敏夫 - 《元素方城市》 – 彼得·孫和丹妮絲·里姆 - 《怪物少女妮莫娜》 – 尼克·布魯諾、特洛伊·奎恩、凱倫·瑞恩（Karen Ryan）和茱莉·扎卡里（Julie Zackary） - 《再見機器人》 – 帕布羅·貝嘉, 艾邦·寇門札納（Ibon Cormenzana）, 伊格納西·艾斯塔佩（Ignasi Estapé）和桑德拉·塔皮亞（Sandra Tapia Díaz） - 《蜘蛛俠：飛躍蜘蛛宇宙》 – 肯普·包沃斯、贾斯廷·K·汤普森 (Justin K. Thompson)、 菲爾·洛德、克里斯多福·米勒和艾米·帕斯卡爾 | 最佳紀錄長片 - 《战场日记》 – 米斯蒂斯拉夫·車爾諾夫, Michelle Mizner和蘭尼·阿倫森-拉斯 - 《改變烏干達的旋律》 – Moses Bwayo, Christopher Sharp和約翰·巴特克 - 《永恆的記憶》 – 梅特·阿尔贝蒂, Juan de Dios Larraín, 帕布罗·拉拉因和Rocio Jadue - 《奧勒法的女兒們》 – 卡劳瑟尔·宾·汗耶和Nadim Cheikhrouha - 《屠虎》 – 妮莎·帕胡賈、Cornelia Principe、David Oppenheim |
| 最佳紀錄短片 - 《最后的修理店》 – 本·普鲁富特和克里斯·鮑爾斯 - The ABCs of Book Banning – 席拉·奈文絲和Trish Adlesic - The Barber of Little Rock – John Hoffman和Christine Turner - 《金門》(Island in Between) – 江松長(S. Leo Chiang)和 錢孝貞(Jean Tsien) - 《奶奶跟外婆》(NǍI NAI & WÀI PÓ)– 王湘聖(Sean Wang)和 Sam Davis | 最佳實景短片 - 《亨利·休格的神奇故事》 – 韦斯·安德森和史蒂芬・瑞爾斯 - The After – Misan Harriman和Nicky Bentham - 《Invincible》 – Vincent René-Lortie和Samuel Caron - Knight of Fortune – Lasse Lyskjær Noer和Christian Norlyk - Red, White and Blue – 娜姿琳·喬杜里和Sara McFarlane |
| 最佳動畫短片 - 《战争结束了！受列侬和洋子音乐的启发》 – Dave Mullins和Brad Booker - 《Letter to a Pig》 – Tal Kantor和Amit R. Gicelter - Ninety-Five Senses – 傑瑞·海斯 - Our Uniform – Yegane Moghaddam - Pachyderme – Stéphanie Clément和Marc Rius | 最佳攝影 - 《奧本海默》 – 霍伊特·凡·霍伊特瑪 - 《伯爵》 – 爱德华·拉赫曼 - 《花月殺手》 – 羅德里哥·普里托 - 《音乐大师》 – 馬修·李巴提克 - 《可憐的東西》 – 罗比·瑞恩 |
| 最佳原创配樂 - 《奧本海默》 – 魯德溫·葛瑞森 - 《美国小说》 – 劳拉·卡普曼 - 《印第安納瓊斯：命運輪盤 》– 約翰·威廉斯 - 《花月殺手》 – 羅比·羅伯森 - 《可憐的東西》 – 傑斯金·芬德里克斯 | 最佳原创歌曲 - 〈我為何而生？〉－《Barbie芭比》 – 曲：安德魯·瓦耶特, 菲尼亞斯·奧康奈爾, 馬克·朗森; 词：比莉·艾利什, 菲尼亞斯·奧康奈爾 - 〈The Fire Inside〉 －《火辣奇多的誕生》 – 词曲：黛安·華倫 - 〈我只是肯尼〉 －《Barbie芭比》 – 词曲：馬克·朗森, 安德魯·瓦耶特 - 〈It Never Went Away〉 －《美國交響樂：奏出淚汗血》 – 词曲：喬·巴蒂斯特 和 丹·威尔逊 - 〈Wahzhazhe (A Song For My People)〉－《花月殺手》 – 词曲：斯科特·乔治 (Scott George) |
| 最佳影片剪辑 - 《奧本海默》 – 珍妮佛·拉梅 - 《坠落的审判》 – 洛朗·西內夏爾 - 《滯留生》 – 凱文·坦特 - 《花月殺手》 – 黛瑪·史娟梅嘉 - 《可憐的東西》 – 欧格斯·马夫罗萨里迪斯 | 最佳音效 - 《利益区域》 – 強尼·伯恩（Johnnie Burn）和塔恩·维勒斯（Tarn Willers） - 《A.I.創世者》 – 伊恩·沃伊特（Ian Voigt）、艾瑞克·阿達赫、伊桑·范德萊恩、汤姆·奥扎尼奇和迪安·A·朱潘西奇 - 《音乐大师》 – 理查德·金、史蒂芬·A·莫羅、汤姆·奥扎尼奇、杰森·鲁德和迪安·A·朱潘西奇 - 《不可能的任務：致命清算 第一章》 – 克里斯·蒙罗、詹姆斯·馬瑟、克里斯·伯登和马克·泰勒 - 《奧本海默》 – 威利·D·伯顿、理查德·金、凯文·奥康奈尔和加里·瑞佐 |
| 最佳美術設計 - 《可憐的東西》 – 美术设计： James Price和Shona Heath; 场景布置：Zsuzsa Mihalek - 《Barbie芭比》 – 美术设计： 莎拉·格林伍德; 场景布置：凱蒂·斯賓塞 - 《花月殺手》 – 美术设计： 傑克·菲斯克; 场景布置：Adam Willis - 《拿破崙》 – 美术设计： 亞瑟·邁克斯; 场景布置：Elli Griff - 《奧本海默》 – 美术设计： Ruth De Jong; 场景布置：Claire Kaufman | 最佳服装设计 - 《可憐的東西》 – 霍莉·沃丁顿 (Holly Waddington) - 《Barbie芭比》 – 賈桂琳·杜倫 - 《花月殺手》 – 杰奎琳·韦斯特 - 《拿破崙》 – 簡提·耶茨和戴维·克罗斯曼 (David Crossman) - 《奧本海默》 – 艾倫·米羅傑尼克 |
| 最佳化妆与发型设计 - 《可憐的東西》 – 娜蒂亞·斯泰西、馬克·古利亞和Josh Weston - 《贖罪日之戰》 – Karen Hartley Thomas、Suzi Battersby和Ashra Kelly-Blue - 《音乐大师》 – 辻一弘、凱·吉歐和Lori McCoy-Bell - 《奧本海默》 – Luisa Abel - 《绝境盟约》 – Ana López-Puigcerver、戴维·马蒂和蒙特塞·里伯 | 最佳視覺效果 - 《哥吉拉-1.0》 – 山崎貴、澀谷紀世子、高橋正紀與野島達司 - 《A.I.創世者》 – 傑·庫柏（Jay Cooper）、伊恩·科姆利（Ian Comley）、安德魯·羅伯茨（Andrew Roberts）和尼爾·科博爾德 - 《星際異攻隊3》 – 史蒂芬尼·史雷提、亚历克西斯·瓦斯布瑞德、蓋伊·威廉斯和西奧·比亞萊克（Theo Bialek） - 《不可能的任務：致命清算 第一章》 – 亞歷克斯·伍特克（Alex Wuttke）、西蒙娜·可可（Simone Coco）、傑夫·薩瑟蘭（Jeff Sutherland）和尼爾·科博爾德 - 《拿破崙》 – 查理·亨利、呂克-埃文馬丁-費努耶（Luc-Ewen Martin-Fenouillet）、西蒙娜·可可（Simone Coco）和尼爾·科博爾德 |

### 学院主席奖

#### 奥斯卡荣誉奖
- 安琪拉·貝瑟[43]
- 梅尔·布鲁克斯[43]
- 卡洛·李特頓（英语：Carol Littleton）[43]

#### 简·赫尔索特人道精神奖
- 米歇尔·萨特（英语：Michelle Satter）[43]

### 多项获奖与提名
| 提名数 | 作品                              |
| ------ | --------------------------------- |
| 13     | 《奧本海默》                      |
| 11     | 《可憐的東西》                    |
| 10     | 《花月殺手》                      |
| 8      | 《Barbie芭比》                    |
| 7      | 《音乐大师》                      |
| 5      | 《美国小说》                      |
| 5      | 《坠落的审判》                    |
| 5      | 《滯留生》                        |
| 5      | 《利益区域》                      |
| 3      | 《拿破崙》                        |
| 2      | 《A.I.創世者》                    |
| 2      | 《不可能的任務：致命清算 第一章》 |
| 2      | 《泳不放棄》                      |
| 2      | 《之前的我們》                    |
| 2      | 《绝境盟约》                      |

| 獲獎数 | 作品           |
| ------ | -------------- |
| 7      | 《奧本海默》   |
| 4      | 《可憐的東西》 |
| 2      | 《利益区域》   |

## 颁奖嘉宾及表演者
下列为典礼颁奖主持嘉宾及表演嘉宾名单：

### 出场嘉賓
| 名称                                                             | 角色                                                 |
| ---------------------------------------------------------------- | ---------------------------------------------------- |
| 大卫·艾兰·格里尔                                                 | 报幕员                                               |
| 潔美·李·寇蒂斯 蕾吉娜·金 麗塔·莫瑞諾 露琵塔·尼詠歐 玛丽·斯汀伯根 | 颁发奥斯卡最佳女配角奖                               |
| 克里斯·海姆斯沃斯 安雅·泰勒-喬伊                                 | 颁发奥斯卡最佳动画短片奖、奧斯卡最佳動畫片獎         |
| 梅丽莎·麦卡西 奥克塔维亚·斯宾塞                                  | 颁发奥斯卡最佳原创剧本奖、奧斯卡最佳改編劇本獎       |
| 米高·基頓 凯瑟琳·奥哈拉                                          | 颁发奥斯卡最佳化妆与发型设计奖、奥斯卡最佳艺术指导奖 |
| 約翰·希南                                                        | 颁发奥斯卡最佳服装设计奖                             |
| 壞痞兔 巨石強森                                                  | 颁发奥斯卡最佳国际影片奖                             |
| 艾美莉·賓特 瑞恩·高斯林                                          | 致敬电影史上的特技演員                               |
| 馬赫夏拉·阿里 關繼威 蒂姆·罗宾斯 山姆·洛克威尔 克里斯托弗·瓦尔兹 | 颁发奥斯卡最佳男配角奖                               |
| 丹尼·德维托 阿诺·施瓦辛格                                        | 颁发奧斯卡最佳視覺效果獎、奥斯卡最佳影片剪辑奖       |
| 艾美莉卡·弗利拉 凱特·麥金儂                                      | 颁发奥斯卡最佳纪录短片奖、奥斯卡最佳纪录片奖         |
| 赞达亚                                                           | 颁发奧斯卡最佳攝影獎                                 |
| 伊莎·蕾 拉米·优素福                                              | 颁发奧斯卡最佳實景短片獎                             |
| 约翰·穆拉尼                                                      | 颁发奥斯卡最佳音响奖                                 |
| 辛西婭·艾利沃 爱莉安娜·格兰德                                    | 颁发奥斯卡最佳原创音乐奖、奥斯卡最佳原创歌曲奖       |
| 尼古拉斯·凯奇 布蘭登·費雪 本·金斯利 马修·麦康纳 科力士·韋德加    | 颁发奥斯卡最佳男主角奖                               |
| 斯蒂芬·斯皮尔伯格                                                | 颁发奥斯卡最佳导演奖                                 |
| 莎莉·菲爾德 潔西卡·蘭芝 珍妮佛·勞倫斯 查理兹·塞隆 杨紫琼         | 颁发奥斯卡最佳女主角奖                               |
| 艾尔·帕西诺                                                      | 颁发奥斯卡最佳影片奖                                 |

### 表演嘉宾
| 名称                                                                                       | 表演                                                   |
| ------------------------------------------------------------------------------------------ | ------------------------------------------------------ |
| 里奇·麦内                                                                                  | 现场管弦乐团指挥                                       |
| 比莉·艾利什 菲尼亚斯·奥康奈尔                                                              | 《芭比》主题曲〈我为何而生〉                           |
| 斯科特·乔治 欧塞奇族表演艺术家                                                             | 《花月杀手》主题曲〈Wahzhazhe (A Song For My People)〉 |
| 乔恩·巴蒂斯特                                                                              | 《美国交响曲》主题曲〈It Never Went Away〉             |
| 貝姬·G                                                                                     | 《火辣奇多的诞生》主题曲〈The Fire Inside〉            |
| 瑞恩·高斯林 馬克·朗森 刘思慕 史葛·伊雲斯 舒提·加特瓦 金斯利·本-阿迪爾 史萊許 沃夫冈·范海伦 | 《芭比》插曲〈我只是肯尼〉                             |
| 安德烈·波伽利 马泰奥·波切利（Matteo Bocelli）                                              | “致敬”环节演唱《告别的时刻》                           |

## 典礼资讯

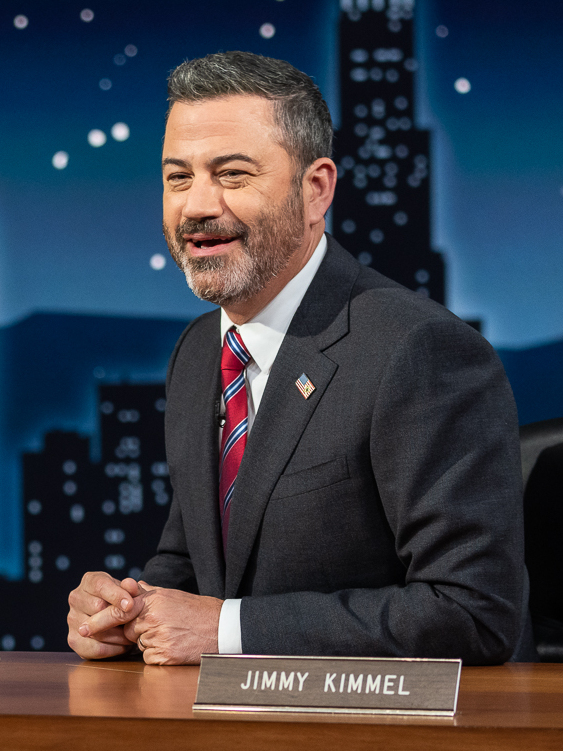
吉米·坎摩爾第四次主持奥斯卡金像奖颁奖典礼

2023年10月17日，消息指拉吉·卡普尔（Raj Kapoor）和凯蒂·穆兰（Katy Mullan）将担任典礼執行製作人，哈米什·汉密尔顿出任导演。穆兰是汉密尔顿旗下制作公司“尘埃落定”的管理层人员。11月15日，消息指吉米·坎摩爾将再次担任主持人，这是他第四次主持奥斯卡典礼。
2023年11月30日，美国广播公司与学院宣布颁奖典礼将提前一个小时，即美国东部时间晚上7点（太平洋时间下午4点）举行，以便空出黃金時段的一个半小时来播放电视剧《小学风云》的新集数。这意味着典礼的暖场秀将被缩短到30分钟。
2024年1月29日，谈话节目主持人、喜剧演员阿米莉亚·迪莫登伯格宣布出任奥斯卡社群媒體宣传大使兼红毯仪式主持人。
自2024年2月26日起，颁奖嘉宾名单陆续公布，表演节目单于2月28日公布。《综艺》提前两天泄露瑞恩·高斯林会演唱《Barbie芭比》插曲〈我只是肯尼〉的消息。第一批颁奖嘉宾名单公布后，《荷里活報道》认为学院会沿用在第81屆奧斯卡金像獎颁奖典礼中备受好评的颁奖模式，即最佳主角奖的五位得主和最佳配角奖的五位得主会分别登台介绍各自奖项的提名者。

### 反战活动
部分出席活动的嘉宾佩戴“艺术家呼吁停火”红色胸章，包括天才男孩乐队、菲尼亞斯·奧康奈爾与比莉·艾利什兄妹、马克·鲁法洛和阿娃·杜威内，要求哈以双方停火。被释放的以色列人质亦参加了奥斯卡颁奖典礼。以色列人质米娅·谢姆(Mia Schem)穿着白色礼服，上面戴着黄色莱茵石丝带别针，以提高人们对仍被关押在加沙的人质的认识。美国电影制片人阿维·阿拉德亦佩戴相同黄丝带别针，以表达对至今仍被哈马斯扣押的人质的声援。这些别针是由以色列人质权益倡导组织“带他们回家”（Bring Them Home）赞助的。
与此同时，由于亲巴勒斯坦示威者利用车辆及路障阻塞通往会场杜比剧院的主干道日落大道，要求以色列停止攻击加沙民众。交通阻塞之下，许多嘉宾需要步行到剧院，才能赶上红地毯仪式，而电视转播也因此推迟了五分钟。
另一方面，凭借《利益区域》获得最佳国际影片奖，且本身是犹太人的导演乔纳森·格雷泽在获奖感言中提到了加沙局势，称“大家都站出来驳斥（所谓的）犹太属性，反驳这场被占领行动，一场让所有无辜群众陷入冲突的占领行动所劫持的大屠杀。不管是10月7日在以色列遇难的人，还是加沙目前正遭遇的袭击，（面对）所有在这场非人行动中不幸丧生的人，我们应该如何去反击？”。
由罗伯特·卡夫特资助的一则旨在提高反犹太主义意识的广告也在仪式上播出，该广告是打击反犹太主义基金会活动的一部分。罗伯特·卡夫特解释，这是在以哈战争背景下帮助防止犹太人仇恨蔓延的一种方式，并希望利用这则广告来确保美国人了解目前的反犹太主义有多么恶毒。

### 多样化规则
本届是最佳影片多样性规则强制实施的第一年。根据2020年6月公布的“学院光圈2025”倡议，学院将设立一套“代表性及包容性标准”，参与最佳影片奖角逐的电影需要满足其中的标准。然而在2021年的第94屆奧斯卡金像獎和2022年的第95屆奧斯卡金像獎中，各电影作品的制作人不需要符合标准，只需要递交一份保密的“学院包容性标准”（Academy Inclusion Standards）表格即可，而该表格只用作数据保存目的。现有的代表性及包容性标准对四大方面作出了规定，包括“镜头内容代表性、主题和叙述”“创意领导力和项目团队”“行业准入和机会”和“观众开发”，参选最佳影片的作品必须符合其中两个方面的标准。据Vox网站观察，该标准“从本质上可分为两大类：推广更具包容性的代表性标准、推广更具包容性的就业的标准”。新标准有望为“缺乏代表性”的少数族裔、女性、LGBTQ+群体、身心障碍人士（或视听障碍人士）提供更多就业机会，包括表演、幕后工作、制片厂实习、开发、营销、宣传及发行主管等方面。

### 抄襲指控
2024年3月，頒獎前夕，《綜藝》獨家披露皮克斯動畫作品《路卡的夏天》編劇西蒙·斯蒂芬遜（Simon Stephenson）曾向美国编剧工会舉報，稱入圍最佳原創劇本提名名單的《滯留生》抄襲了他已經寫好劇本、但未投入製作的一部電影《Frisco》。他指控海明森的最終劇本在劇情、角色、架構、場景及對白層面上，均與《Frisco》實質一模一樣。導演亞歷山大·潘恩和編劇海明森暫未回應西蒙的指控。

### 典礼事故
83岁高龄的艾尔·帕西诺在颁发压轴大奖最佳影片奖的时候没有按照惯例读出10部提名作品的名字，而是在一段简短的发言后直接打开信封宣读获奖者，事后遭到批评。也有评论注意到他在舞台上的举止非常累赘，怀疑他的身体状况已出现问题。不过帕西诺后来表示，是制片人让他直接宣读得奖名单，因为提名电影在前面已单独提及，到颁奖的时候不必重复宣读，所以不是他自己故意不读。

### 其他
約翰·希南在是次典禮中頒發最佳服裝設計獎時，幾乎全裸上陣，只用得獎名單遮着自己的私人部位。此舉的目的是致敬在50年前的頒獎典禮上裸奔的羅伯特·奧培爾。

## 缅怀
缅怀环节致敬下列过去一年离世的电影工作者：
- 阿列克謝·納瓦爾尼 – 社运人士
- 邁可·坎邦 – 演员
- 诺曼·杰威森 – 导演、制片
- 哈里·貝拉方特 – 演员、歌手、制片、社运人士
- Diana Giorgiutti – 视觉效果
- 亞倫·阿金 – 演员、导演
- 尼婷·钱德拉坎特·德赛（英语：Nitin Chandrakant Desai） – 艺术指导
- 博·戈德曼（英语：Bo Goldman） –  编剧
- 诺曼·雷诺兹（英语：Norman Reynolds） – 制作设计、艺术指导
- 朱利安·桑兹（英语：Julian Sands） – 演员
- 马克·古斯塔夫森（英语：Mark Gustafson） – 导演
- 安德雷·布劳尔 – 演员
- 奇塔·里韦拉 – 演员、舞蹈
- 湯姆·威爾金森 – 演员
- 格莉妮丝·约翰斯 – 演员
- 珍·柏金 – 演员、歌手
- 保罗·鲁宾斯 – 演员、喜剧、编剧
- 派珀·劳瑞 – 演员
- 理察·朗崔 – 演员
- 瑞恩·奥尼尔 – 演员
- 辛西娅·威尔（英语：Cynthia Weil） – 词曲
- 比尔·李 – 作曲
- 坂本龍一 – 作曲、演员
- 羅比·羅伯森 – 词曲、演员
- Dewitt L. Sage – 制片、导演、纪录片制作
- Hengameh Panahi – 销售经纪、制片
- Michael Latt – 市场顾问、社运人
- 玛格丽特·莱利（英语：Margaret Riley） – 经纪、制片
- 南茜·布尔斯基（英语：Nancy Buirski） – 导演、编剧、制片
- 苏·马克思（英语：Sue Marx） – 制片
- 彼得·贝尔科斯（英语：Peter Berkos） – 音效
- 奥斯瓦尔多·德西德里（英语：Osvaldo Desideri） – 布景
- 乔安娜·梅林（英语：Joanna Merlin） – 演员、选角导演
- Erik Lomis – 发行商行政人员
- 格伦·法尔（英语：Glenn Farr） – 剪辑
- 罗伯特·M·杨（英语：Robert M. Young (director)） – 导演、制片
- 莱昂·伊查索（英语：Leon Ichaso） – 导演、编剧
- 格雷格·莫里森（英语：Greg Morrison） – 市场行政人员
- Jake Bloom – 文娱业律师
- 馬修·派瑞 – 演员
- 约翰·贝利（英语：John Bailey (cinematographer)） – 学院前主席、摄影
- 理查德·路易斯（英语：Richard Lewis (comedian)） – 演员、喜剧
- Edward Marks – 服装设计
- 约翰·雷福阿（英语：John Refoua） – 剪辑
- 劳伦斯·楚门（英语：Lawrence Turman） – 制片
- 李善均 – 演员
- 亚瑟·施密特（英语：Arthur Schmidt (film editor)） – 剪辑
- 比尔·巴特勒 – 摄影
- 卡爾·韋瑟斯 – 演员
- 威廉·弗莱德金 – 导演、编剧、制片
- 格蘭達·傑克遜 – 演员、政界人士
- 蒂娜·特纳 – 歌手、演员

## 国际电视转播
- 台灣——台湾电视台
- 韩国——TV朝鲜（直播） OCN（录播，韩国时间当晚21:00）
- 日本——WOWOW cinema
- 新加坡——新传媒5频道
- 马来西亚——Showcase, Astro Ria